# Julieta Jankunas
Pour les articles homonymes, voir Jankunas.
Julieta Jankunas née le 20 janvier 1999 à Córdoba, est une joueuse argentine de hockey sur gazon et fait partie de l'équipe nationale argentine. Elle joue avec l'équipe nationale argentine de hockey sur gazon, remportant la médaille d'argent aux Jeux olympiques d'été de 2020.

## Carrière
Elle a participé aux Jeux olympiques de la jeunesse d'été 2014, et à la Coupe du monde féminine de hockey sur gazon des moins de 21 ans 2016. Elle a remporté une médaille d'or aux Jeux panaméricains de 2019.